# انگوریان
انگوریان (نام علمی: Vitaceae) خانواده‌ای از انگورسانان بالارونده یا درختچه‌ای یا به‌ندرت علفی با ۱۴ سرده و حدود ۹۰۰ گونه است که در سراسر جهان می‌رویند. برگ‌های آنها همیشه‌سبز یا خزان‌دار غالباً ساده و گاهی مرکب با آرایش متقابل یا متناوب است و گل‌هایشان منظم و معمولاً چهار یا پنج‌پر است.
انگورها، عشقه پنج برگ، موچسب‌ها و سیسوس‌ها، از مهم‌ترین گیاهان متعلق به این خانوادهٔ گیاهی هستند.